# Louis van Gaal
Aloysius Paulus Maria "Louis" van Gaal (født 8. august 1951 i Amsterdam) er en tidligere hollandsk fodboldspiller og senere fodboldtræner. 
Som spiller spillede van Gaal i hollandske klubber, bl.a. Sparta Rotterdam, hvor han spillede i otte år. 
Han er primært kendt for sin karriere som træner, hvor han bl.a. var træner for AFC Ajax, med hvem han vandt Champions League og FC Barcelona. Han blev senere landstræner for Hollands fodboldlandshold og afsluttede karrieren som træner for Manchester United fra juli 2014 til maj 2016. 

## Spillerkarriere
Van Gaals aktive spillerkarriere var ikke præget af samme succes som hans senere karriere som træner skulle vise sig at blive. Han startede sin karriere hos AFC Ajax i fødebyen Amsterdam, og spillede efterfølgende fire sæsoner hos Royal Antwerp FC i Belgien. Hans mest succesfulde tid var dog hans otte sæsoner hos Sparta Rotterdam, som han var tilknyttet mellem 1978 og 1986.

## Trænerkarriere
Efter at have indstillet sin aktive karriere blev van Gaal træner. Hans første job var da han fra 1991 til 1997 stod i spidsen for AFC Ajax, som han også var tilknyttet som spiller. Opholdet her var med til at slå den unge træners navn fast i europæisk sammenhæng, idet han førte den hollandske hovestadsklub frem til hele tre hollandske mesterskaber og triumfer i både UEFA Cuppen i 1992 og Champions League i 1995.
Van Gaal forlod i 1997 Ajax for i stedet at overtage ansvaret i den spanske La Liga-storklub FC Barcelona. Her stod han i to omgange (1997-2000 og 2002-2003) i spidsen for klubben, som han gjorde til en veritabel hollandsk koloni, da han masseindkøbte landsmænd til klubben, som f.eks Marc Overmars, Patrick Kluivert, Frank og Ronald de Boer, Michael Reiziger, Philip Cocu og Winston Bogarde. Han førte holdet frem til to spanske mesterskaber og én pokaltitel.
Fra juli 2000 til januar 2002 var Van Gaal hollandsk landstræner, en stilling der viste sig som den hidtil største skuffelse i hans trænerkarriere. Den første opgave bestod i at kvalificere holdet til VM i 2002 i Sydkorea og Japan, men for første gang siden 1986 lykkedes det ikke hollænderne at spille sig til en slutrunde, da Portugal og Irland tog de to billetter. Van Gaal fratrådte derpå sin stilling, og blev afløst af Dick Advocaat.
Efter sit andet ophold i FC Barcelona stod Van Gaal i fire sæsoner, fra 2005 til 2009, i spidsen for AZ Alkmaar i Æresdivisionen. Han førte i 2009 klubben til sit andet mesterskab. Herefter blev han headhuntet til jobbet som cheftræner i tyske Bayern München. I sin første sæson førte han denne klub til både det tyske mesterskab, DFB-Pokaltitlen og til en andenplads i Champions League. Den følgende sæson blev dog skuffende, og den 10. april 2011 valgte klubben at afskedige ham fra jobbet.
I juli 2012 blev Van Gaal præsenteret som Hollands nye landstræner, i denne periode førte han Holland frem til VM 2014 i Brasilien. Holland blev slået ud i semifinalen mod Argentina og vandt den efterfølgende kamp om Bronze 3-0 mod værterne fra Brasilien.
Inden VM 2014 blev det offentliggjort at Louis Van Gaal ville fortsætte karrieren som Manager for Manchester United efter slutrunden.
Van Gaal stod i spidsen for Manchester United frem til og med FA cup triumfen 21. maj 2016, to dage senere blev han fyret og var dermed historie i den engelske storklub.
Opholdet i Manchester var ikke den store succes og præget af manglende resultater, upopularitet blandt fans og svingende kvalitet blandt de indkøbte spillere.
I marts 2019 meddelte van Gaal, at han trak sig tilbage som træner. 

## Titler som træner
Æresdivisionen
- 1994, 1995 og 1996 med AFC Ajax
- 2009 med AZ Alkmaar

KNVB Cup
- 1993 med AFC Ajax

Hollands Super Cup
- 1993, 1994 og 1995 med AFC Ajax

La Liga
- 1998 og 1999 med FC Barcelona

Copa del Rey
- 1998 med FC Barcelona

Bundesligaen
- 2010 med Bayern München

DFB-Pokal
- 2010 med Bayern München

Tysklands Super Cup
- 2010 med Bayern München

FA Cup
- 2016 med Manchester United

UEFA Champions League
- 1995 med AFC Ajax

UEFA Cup
- 1992 med AFC Ajax

UEFA Super Cup
- 1995 med AFC Ajax
- 1997 med FC Barcelona

Intercontinental Cup
- 1995 med AFC Ajax